# 미생물 배양

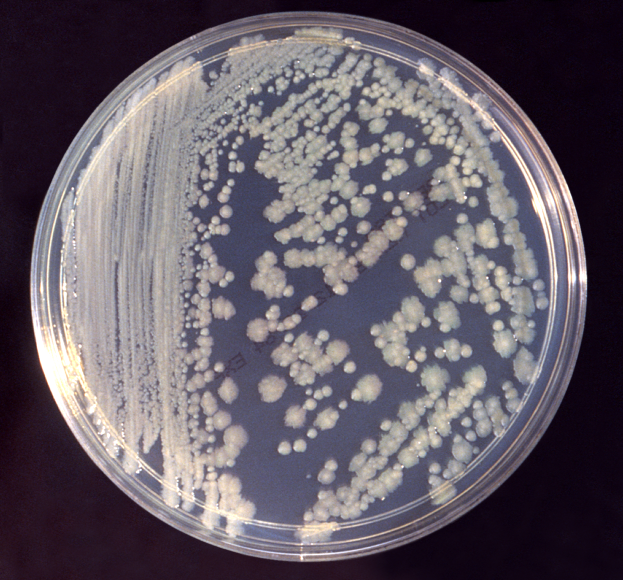

미생물은 크기가 매우 작고 분포 밀도가 작아 눈으로 관찰 및 연구하기 어려운 생물이기 때문에 미생물의 배양법을 이용하여 연구 목적에 용이한 배양을 한 후 쓰인다. 미생물학자들은 실험실에서 미생물을 키우기 위해 크게 다섯 가지 기본적인 방법을 사용한다. 접종(inoculation), 배양(incubation), 분리(isolation), 검사(inspection), 동정(identification)이 그 다섯 가지 방법으로서 각각의 미생물의 특징을 찾기 위해 쓰인다.

## 접종
미생물의 접종은 배양을 위한 선행 과정으로서 시료(inoculum)를 미생물들이 증식할 수 있는 배지에 심는 것을 말한다. 이때 시료는 배양시키기 원하는 미생물 개체를 가리키는 말인데 각각의 미생물들은 일반적으로 독특한 배양 환경을 갖기 때문에 원하는 시료의 성공적인 배양을 위해서는 배양 환경을 적절히 조절 및 통제해야 한다.

## 배양
어느 한 배지에 접종시킨 후, 시료 속에 있는 미생물 개체를 성장 및 번식하게 하는 과정을 배양이라고 한다. 접종 때에는 보이지 않았던 미생물은 배양을 통해서 성장 및 번식하여 눈으로 보이게 된다. 이때 눈으로 보이는 배지 속 미생물의 모습은 일반적으로 동그란 집락을 형성하는데 이를 콜로니(colony)라고 부른다. 배양을 성공적으로 수행하기 위해서는 미생물의 종의 특성에 맞춰 온도나 pH 및 그 밖의 배양 환경 알맞게 유지시켜줘야 한다.

## 분리
분리가 기본적인 기반을 삼는 개념은 하나의 미생물 개체가 다른 개체(세포)와 떨어져 구별되어 있고, 적절한 영양분이 공급됐을 경우, 발생하는 콜로니는 단 하나의 종으로 이루어진 독립된 세포들의 집단이라는 것이다. 즉, 콜로니를 분리하여 현미경으로 관찰하면 그 콜로니 안에는 단 하나의 미생물 종만이 관찰된다. 추가적 분리를 위해 콜로니의 일부를 채취한 후 다른 배지에 접종하기도 한다. 분리는 접종과 배양의 결과라고 말할 수 있다.

## 검사
위의 접종, 배양, 분리 과정에서 얻어진 순수한 콜로니, 혹은 액체배지 배양액으로부터 시료를 분석하기 용이해졌다. 검사는 관찰하기 용이해진 시료를 현미경 관찰, 염색법 등을 통하여 미생물의 특성을 조사하는 과정이다. 현미경 관찰을 통해서는 미생물의 운동성, 크기, 색 등을 확인할 수 있으며, 염색법으로는 시각적 관찰을 더 용이하게 할 뿐만 아니라 개체 수, 생사의 유무, 특정 미생물의 분류 등을 알아낼 수 있다. 염색법에는 여러 가지가 있지만 대표적으로 단염색법, 그람염색법 등이 있다.

## 동정
동정은 대상 미생물의 종을 판별하여 어떠한 특성이 있고 어디에 속하는지를 알아내는 것이다. 검사에서 이미 알아내었던 특징과 함께 추가적 실험을 하여 대상의 특징을 알아내는 데 생화학적 검사, 면역학적 검사, 유전자 검사 등이 있다. 동정의 기준은 형태적, 생태적, 생리적, 분자생물학적 등이 있으며, 이들을 종합적으로 판단하여 동정을 하게 된다. 국제적으로 미생물의 공통된 이름인 학명을 써서 동정의 결과를 미생물학자들 사이에서 공용한다.

## 참고 문헌
- Kathleen Park Talaro, Foundations in Microbiology 6th ed., 2009, by LIFE SCIENCE PUBLISHING CO.
- 이상준 외 3인 공저, 미생물생태학, 2009, by 동화기술
- Madigan, Michael T.; Martinko, John M.; Dunlap, Paul V.; Clark, David.P , 오계헌 대표역자, Brock의 미생물학-Biology of Microorganisms 12th ed., 2009, by PEARSON EDUCATION KOREA LTD AND BIO SCIENCE.

## 같이 보기
- 집락형성단위